# Mikael van Reis
Mikael Claes Knut Yngve van Reis, född 15 februari 1954, är en svensk kritiker, författare och litteraturvetare. Han var i 25 års tid knuten till Göteborgs-Posten och 1995–2005 tidningens kulturchef.

## Biografi
Mikael van Reis har rötterna i Göteborg och har bott i stadsdelen Skår i flera decennier.
van Reis arbetade under 25 år vid Göteborgs-Postens kulturredaktion och 1999–2005 var han kulturchef. Vid sidan av verkade han även som kulturarbetare i andra sammanhang, och 1992 fungerade han som redaktör för antologin Den svindlande texten: Åtta röster om poesianalys, där åtta filosofer och litteraturkritiker med internationellt renommé bidrog.
Mikael van Reis disputerade i november 1997 vid Göteborgs universitet med en avhandling om Lars Norén, utgiven i bokform som Det slutna rummet. Verket kretsade kring Noréns 20 första år som författare och sågs av Dagens Nyheters anmälare som ovanligt rörlig och odogmatisk. 2015 kom Den siste poeten, en bok omkring Paul Celan och några av hans centrala verk, som året efter belönades med Schückska priset av Svenska Akademien.
I sin roll som kritiker och litteraturskribent har han författat en mängd olika förord och efterskrifter till olika böcker. Detta inkluderar efterskriften till de båda Norén-verken De döda pjäserna (1995) och Terminal (2014). Han har även arbetat med Norén på teaterscenen, som med pjäsprogrammen till 3.31.93 (2014, Stockholms stadsteater) och Stilla liv (2017, Dramaten).
2022 publicerade Daidalos förlag hans Den röda fläcken, en essäsamling om "litteratur, bildkonst och andra gömställen". Bland ämnena finns Almqvists Drottningens juvelsmycke, den röda färgen hos äldre konstnärer och ett urval klassiska författare; även Pär Lagerkvist, inflytelserika kritiker och Diego Velázquez Hovdamerna passerar revy. I september 2022 tilldelades van Reis Inge Jonssons pris av Samfundet De Nio.
Vid sidan av sitt skrivande och författarskap har van Reis även arbetat som översättare, bland annat av Herbert Marcuses texter. Han har även verkat som redaktör för olika utgåvor av Marcuses verk.